# Bringet dem Herrn Ehre seines Namens, BWV 148
Johann Sebastian Bach compuso la cantata de iglesia Bringet dem Herrn Ehre seines Namens (Traed al Señor el honor debidoa su nombre) BWV 148, probablemente en 1723 en Leipzig para el decimoséptimo domingo después de la Trinidad.

## Historia y texto
Es probable que Bach compusiese la cantata en 1723, en su primer año de estancia en Leipzig para el decimoséptimo domingo después de la Trinidad. Las lecturas establecidas para ese domingo estaban tomados de la Epístola a los efesios (la admonición a mantener la unidad en el Espíritu [Efesios 4, 1-6]), y del Evangelio de Lucas (la curación en sábado de un hombre com hidropesía, [Lucas 14, 1-11]). El texto de la cantata alude no solo a la curación, sino a la glorificación de Dios en el sábado. Las palabras del coro inicial están tomadas del salmo 29 (Salmos 29, 2). El libreto de la cantata se basa en un poema de seis estrofas de Picander, Weg, ihr irdischen Geschäfte, publicado en 1725 en su primer libro espiritual titulado Erbauliche Gedanken. Sin embargo, el experto en Bach Alfred Dürr ha razonado la fecha de la cantata en 1723, comentando que el texto de la cantata podría haber precedido al del poema, pero no hay una evidencia cierta de que la cantata no fuese compuesta algunos años después.
El primer recitativo describe el deseo de Dios tal y como aparece en el salmo 42 (Salmos 42, 1): «Como busca la cierva corrientes de agua, así mi alma te busca a ti, Dios mío». Solamente se conoce la melodía del coral conclusivo, Auf meinem lieben Gott (Lübeck, 1603). Algunos musicólogos, incluyendo Werner Neumann, han sugerido las palabras de la quinta estrofa del coral; otros, como Philipp Spitta y la edición de la Bach Gesellschaft, han optado por la estrofa final del himno de Johann Heermann Wo soll ich fliehen hin (de 1630) que era cantado en Leipzig con la misma melodía.
Es probable que Bach estrenase la cantata el 19 de septiembre de 1723.

## Orquestación y estructura
Según el tema festivo la cantata está orquestada para alto y tenor solistas, coro a cuatro voces y un conjunto barroco instrumental formado por una trompeta, tres oboes, dos violines, viola y bajo continuo. Está dividida en seis movimientos.
1. Coro: Bringet dem Herrn Ehre seines Namen.
2. Aria (tenor y violín): Ich elle, die Lehren des Lebens zu hören.
3. Recitativo (alto y cuerdas): So wie der Hirsch nach frischem Wasser schreit.
4. Aria (alto y oboes): Mund und Herze steht dir offen.
5. Recitativo (tenor): Bleib auch, mein Gott, in mir.
6. Coral: Amen zu aller Stund.

## Música
El coro inicial comienza con una sinfonía instrumental que introduce los temas. El coro canta dos fugas sobre sujetos distintos, pero ambos se derivan el comienzo de la sinfonía. La trompeta toca una quinta parte en las fugas y el movimiento termina con las voces embebidas en la sinfonía.
El solo de violín de la primera aria ilustra tanto la alegría en Dios y el Eilen (el correr) mencionado en las palabras. El recitativo para alto está acompañado por las cuerdas. En la siguiente aria, la unidad mística del alma con Dios se expresa mediante una poco habitual orquestación a base de dos oboes de amor y un oboe de caza. El coral final es a cuatro voces.

## Grabaciones
- JS Bach: Cantatas BWV 140 & BWV 148, Wolfgang Gönnenwein, Süddeutscher Madrigalchor, Consortium Musicum, Janet Baker, Theo Altmeyer, EMI 1967
- Cantatas de Bach vol. 4 - Domingos después de Trinity I, Karl Richter, Münchener Bach-Chor, Münchener Bach-Orchester, Julia Hamari, Peter Schreier, Archiv Produktion 1977
- Die Bach Kantate vol. 52, Helmuth Rilling, Gächinger Kantorei, Bach-Collegium Stuttgart, Helen Watts, Kurt Equiluz, Hänssler 1977
- JS Bach: Das Kantatenwerk – Cantatas religiosas vol. 8, Nikolaus Harnoncourt, Tölzer Knabenchor, Concentus Musicus Wien, Leonhardt-Consort, Paul Esswood, Kurt Equiluz, Teldec 1985
- JS Bach: Cantatas completas vol. 7, Ton Koopman, Coro y Orquesta Barroca de Ámsterdam, Bogna Bartosz, Gerd Türk, Antoine Marchand 1997
- JS Bach: Cantatas vol. 14 – Cantatas de Leipzig 1723, Masaaki Suzuki, Bach Collegium Japan, Robin Blaze, Gerd Türk, BIS 2000
- Cantatas de Bach vol. 4, John Eliot Gardiner, Monteverdi Choir, English Baroque Soloists, Frances Bourne, Mark Padmore, Soli Deo Gloria 2000